# Alopecia psicogena
L'alopecia psicogena è una particolare forma clinica di alopecia che si presenta con un diradamento diffuso, relativamente più marcato nella regione centrale dove la densità e la qualità dei capelli non conosce differenze tra fronte e vertice e nell'area compresa tra queste; la linea di attaccatura frontale è pressoché ben conservata.
Questa forma di alopecia si caratterizza per la presenza di iperseborrea, microinfiammazione perifollicolare, tricodinia, associazione con patologie psicosomatiche e/o autoimmuni. I pazienti che ne sono colpiti, sottoposti a test specifici cognitivi e di personalità rivelano disturbi della personalità, stati di ansia o molto più frequentemente depressione. Tali condizioni potrebbero rappresentare le conseguenze di una condizione di stress acuto o cronico.
L'alopecia psicogena va ipotizzata ogni qualvolta manchi la familiarità per la alopecia androgenetica e per l'alopecia areata ed è dovuta alla cascata ormonale e di mediatori paracrini che si producono in seguito ad alterazioni provocate dallo stress. In particolare negli ultimi anni, oltre al ruolo dell'asse ipotalamo-ipofisi-surrene, sono state acquisite delle informazioni sul ruolo specifico della prolattina, del nerve growth factor (NGF), dell'ormone di rilascio della corticotropina (CRH) e della Sostanza P. Tali mediatori degli effetti dello stress provocano come risultato finale la degranulazione dei mastociti e di alcune classi di linfociti T, e la conseguente liberazione di sostanze che inducono apoptosi e inibizione della proliferazione dei cheratinociti del follicolo pilifero. Inoltre tali ormoni dello stress sono tipicamente vasocostrittori periferici (adrenalina e cortisolo), ed il cuoio capelluto è la parte più periferica della circolazione sanguigna del corpo umano. La calvizie quindi sarebbe notevolmente favorita dall'atrofizzazione dei capillari che nutrono il bulbo pilifero, con denutrizione cronica dello stesso e quindi atrofia del capello.